# Tymofij Bilohradskyj
Tymofij Bilohradskyj (ukrainisch Тимофій Білоградський, russisch Тимофей Белоградский (transkribiert Timofei Belogradski); * um 1700 in der Ukraine; † nach 1760 vermutlich in Sankt Petersburg) war ein ukrainischer Lautenspieler und Komponist.
Belogradski nahm ab 1733 bei Silvius Leopold Weiss in Dresden Lautenunterricht. 1737 wurde er Lautenspieler am Hofe der Zarin Anna Iwanowna. Nach ihrem Tode trat er in die Dienste des Reichsgrafen Heinrich von Brühl. Seit den 1740er Jahren wirkte er am Hofe der Zarin Elisabeth.
Belogradskis Lautenlieder auf Gedichte von Alexander Sumarokow stehen am Anfang der eigenständigen Entwicklung der russischen Musik.